# E54

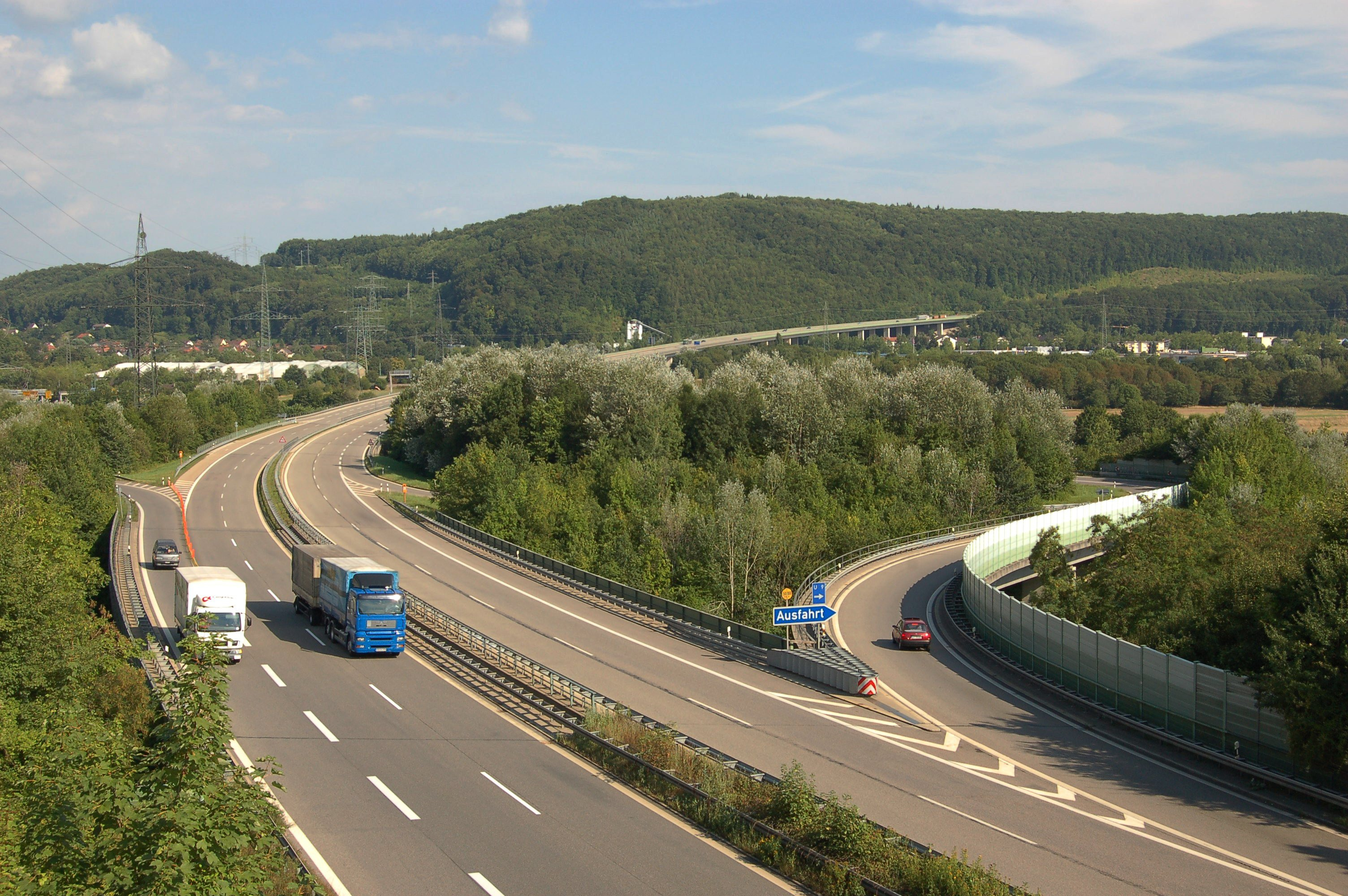
E54/A98 nära Lörrach utanför Basel.

E54 eller Europaväg 54 är en 860 kilometer lång europaväg som börjar i Paris i Frankrike, passerar Schweiz helt kort, och slutar i München i Tyskland.

## Sträckning
Paris (Frankrike) -  Langres - Mulhouse - (gräns Frankrike-Tyskland) - nära Basel (tyska sidan) - Waldshut (gräns Tyskland-Schweiz) - Schaffhausen - (gräns Schweiz-Tyskland) - Lindau - München

## Standard
E54 är mest motorvägar i Frankrike, men landsväg Langres - Mulhouse. Det är mest landsväg i Tyskland, med vissa motorvägssträckor, och en lite längre motorväg nära München. E54 följer följande motorvägar:
- A5 (motorväg, Frankrike)
- A36 (motorväg, Frankrike)
- A98 (motorväg, Tyskland)
- A96 (motorväg, Tyskland)

## Anslutningar
| - E15 - E511 gemensam sträcka - E17 - E21 |  | - E25 - E35 gemensam sträcka - E41 gemensam sträcka - E43 gemensam sträcka - E533 |